# Natação nos Jogos Pan-Americanos de 2011 - 100 m peito feminino
As competições dos 100 metros peito feminino da natação nos Jogos Pan-Americanos de 2011 foram realizadas no dia 17 de outubro no Centro Aquático Scotiabank, em Guadalajara.

## Medalhistas
| Ouro   | USA Ann Chandler    |
| Prata  | USA Ashley Wanland  |
| Bronze | CAN Ashley McGregor |

## Recordes
Antes desta competição, os recordes mundiais e olímpicos da prova eram os seguintes:
| Tipo                             | Atleta             | Tempo   | Local          | Data                | Ref |
| -------------------------------- | ------------------ | ------- | -------------- | ------------------- | --- |
|                                  | USA Jessica Hardy  | 1m04s45 | Federal Way    | 7 de agosto de 2009 | ver |
| Recorde dos Jogos Pan-Americanos | CAN Annamay Pierse | 1m07s78 | Rio de Janeiro | 17 de julho de 2007 | ver |

## Resultados

### Eliminatórias
| Pos. | Bateria | Raia | Nadador             | País               | Tempo   | Obs. |
| ---- | ------- | ---- | ------------------- | ------------------ | ------- | ---- |
| 1    | 3       | 5    | Ashley McGregor     | CAN Canadá         | 1:09.24 | QA   |
| 2    | 2       | 4    | Ashley Wanland      | USA Estados Unidos | 1:09.26 | QA   |
| 3    | 2       | 5    | Alia Atkinson       | JAM Jamaica        | 1:09.28 | QA   |
| 4    | 3       | 4    | Ann Chandler        | USA Estados Unidos | 1:09.57 | QA   |
| 5    | 1       | 4    | Kierra Smith        | CAN Canadá         | 1:10.15 | QA   |
| 6    | 2       | 3    | Tatiane Sakemi      | BRA Brasil         | 1:12.06 | QA   |
| 7    | 3       | 3    | Arantxa Medina      | MEX México         | 1:12.79 | QA   |
| 8    | 3       | 6    | Julia Sebastián     | ARG Argentina      | 1:12.88 | QA   |
| 9    | 1       | 7    | Trysha Centeno      | PUR Porto Rico     | 1:13.04 | QB   |
| 10   | 3       | 2    | Daniela Victoria    | VEN Venezuela      | 1:13.17 | QB   |
| 11   | 1       | 6    | Mercedes Toledo     | VEN Venezuela      | 1:13.20 | QB   |
| 12   | 1       | 3    | Danielle Beaubrun   | LCA Santa Lúcia    | 1:13.29 | QB   |
| 13   | 2       | 6    | Monica Álvarez      | COL Colômbia       | 1:13.36 | QB   |
| 14   | 1       | 5    | Carolina Mussi      | BRA Brasil         | 1:13.75 | QB   |
| 15   | 2       | 1    | Isabel Riquelme     | CHI Chile          | 1:13.76 | QB   |
| 16   | 3       | 1    | Lisa Blackburn      | BER Bermudas       | 1:14.33 | QB   |
| 17   | 1       | 2    | Mijal Asis          | ARG Argentina      | 1:14.71 |      |
| 18   | 2       | 7    | Patricia Casellas   | PUR Porto Rico     | 1:15.56 |      |
| 19   | 3       | 7    | Alicia Lightbourne  | BAH Bahamas        | 1:15.66 |      |
| 20   | 2       | 2    | Mckayla Lightbourne | BAH Bahamas        | 1:15.95 |      |

### Final B
| Pos. | Raia | Nadador           | País            | Tempo   | Obs. |
| ---- | ---- | ----------------- | --------------- | ------- | ---- |
| 1    | 6    | Danielle Beaubrun | LCA Santa Lúcia | 1:10.63 |      |
| 2    | 2    | Monica Álvarez    | COL Colômbia    | 1:12.25 |      |
| 3    | 5    | Daniela Victoria  | VEN Venezuela   | 1:12.31 |      |
| 4    | 3    | Mercedes Toledo   | VEN Venezuela   | 1:12.54 |      |
| 5    | 4    | Trysha Centeno    | PUR Porto Rico  | 1:12.87 |      |
| 6    | 1    | Isabel Riquelme   | CHI Chile       | 1:13.99 |      |
| 7    | 8    | Lisa Blackburn    | BER Bermudas    | 1:14.75 |      |
| 8    | 7    | Carolina Mussi    | BRA Brasil      | 1:15.63 |      |

### Final A
| Pos.              | Raia | Nadador         | País               | Tempo   | Obs. |
| ----------------- | ---- | --------------- | ------------------ | ------- | ---- |
| Medalha de ouro   | 6    | Ann Chandler    | USA Estados Unidos | 1:07.90 |      |
| Medalha de prata  | 5    | Ashley Wanland  | USA Estados Unidos | 1:08.55 |      |
| Medalha de bronze | 4    | Ashley McGregor | CAN Canadá         | 1:08.96 |      |
| 4                 | 3    | Alia Atkinson   | JAM Jamaica        | 1:09.11 |      |
| 5                 | 2    | Kierra Smith    | CAN Canadá         | 1:10.23 |      |
| 6                 | 7    | Tatiane Sakemi  | BRA Brasil         | 1:11.46 |      |
| 7                 | 1    | Arantxa Medina  | MEX México         | 1:12.29 |      |
| 8                 | 8    | Julia Sebastián | ARG Argentina      | 1:12.60 |      |

Legenda
| Recorde mundial                  | Recorde mundial (World record)               |                       | Recorde africano                      | Recorde africano (African) |                                           | Q | Classificado por posição (Qualified) |
| Recorde dos Jogos Pan-Americanos | Recorde pan-americano (Pan-American record)  | Recorde da América    | Recorde da América (Americas)         | q                          | Classificado por melhor tempo (Qualified) |   |                                      |
| Melhor marca do ano              | Melhor marca do ano (World leading)          | Recorde asiático      | Recorde asiático (Asian)              | DNS                        | Não largou (Did not start)                |   |                                      |
| Recorde nacional                 | Recorde nacional (National record)           | Recorde europeu       | Recorde europeu (European)            | DNF                        | Não terminou (Did not finish)             |   |                                      |
| Recorde pessoal                  | Recorde pessoal do atleta (Personal best)    | Recorde da Oceania    | Recorde da Oceania (Oceania)          | DSQ / DQ                   | Desclassificado (Disqualified)            |   |                                      |
| Recorde da temporada             | Recorde da temporada do atleta (Season best) | Recorde sul-americano | Recorde sul-americano (South America) | NM                         | Sem marca (No mark)                       |   |                                      |